# Guardabrazo

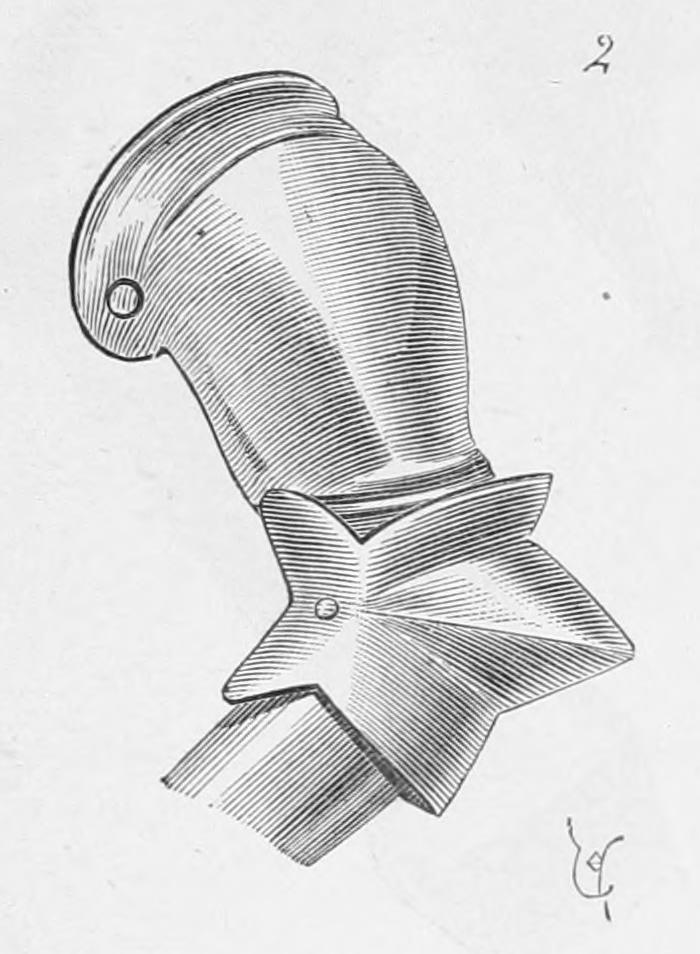
Guardabrazo

El guardabrazo era la pieza de la armadura destinada a cubrir y defender el brazo. 
El guardabrazo del lado derecho no siempre era igual al del lado izquierdo. El derecho estaba a veces adaptado para manejar la lanza u otras armas blancas, y podía tener extensiones para cubrir la sangría. El del lado izquierdo en ocasiones estaba dispuesto para recibir el escudo y suplirlo si era necesario: el escudo se sujetaba a un pitón que había en la hombrera y se apoyaba en un gancho del guardabrazo.[cita requerida]
Los guardabrazos estaban unidos a los codales.

## Historia
Antes del siglo XV no se encuentran menciones a los guardabrazos. Desde el año 1440 lo usaron mucho los alemanes y los ingleses. En Francia, se usó poco al menos para ir a la guerra. Los guardabrazos utilizados en Francia en el siglo XV eran, por lo común, muy ligeros y en rigor más se parecen al codal que al guardabrazo.[cita requerida] En algunas armaduras, los dos guardabrazos son iguales y en este caso son pequeños. Los que llevan las armaduras francesas están forjados con mucho esmero y bien acerados. 
En España, en el siglo XV se llevaban en las armaduras unos antebrazos semejantes a los usados por los árabes y los persas de aquel tiempo que subían por el codo para defenderle cuando el brazo estaba extendido pero los españoles combinaron esta disposición del antebrazo con el codal y el guardabrazo de modo que el codal iba cubierto por el guardabrazo y el antebrazo montaba sobre aquel merced a una escotadura. Esta moda pasó a Francia a mediados del siglo XV y se conservan armaduras de esta disposición maravillosamente forjadas. 
El guardabrazo fue una pieza que cayó algo en desuso a finales del siglo XV viniendo a convertirse en una pieza de refuerzo que defendía la parte anterior del brazo, es decir la sangría, e iba sujeta al codal. En muchas armaduras maximilianas se ven de este género de guardabrazos. Fue muy frecuente la costumbre de adornar con riqueza los guardabrazos.